# Öreg graduál
A reformáció eszméinek elterjedését követően a magyar protestáns egyházak liturgiája magától értetődő természetességgel továbbra is a gregorián maradt. Az énekeket szinte egyedülálló minőségben és mennyiségben fordították anyanyelvre, és távolítottak el a szövegből minden, a reformátorok eszméivel nem egyező hittételt (pl. Szűz Mária és a szentek tisztelete). Ennek a liturgikus gyakorlatnak a szerkönyveit hívjuk graduálnak. A graduálokat az esetek többségében kéziratban szerkesztették vagy másolták, néhány nyomtatott kiadástól eltekintve.
A legjelentősebb nyomtatott graduál, az ún. Öreg graduál Keserüi Dajka János és Geleji Katona István református püspökök szerkesztésében 1636-ban jelent meg Gyulafehérváron. Nevét a kötet címlapján szereplő öreg kifejezésből nyerte, amely a maga korában nagy jelentéssel is bírt, tehát ez esetben nagy graduál értelemben volt használatos: Az keresztyéni üdvözítő hitnek egy nyomában járó igazsághoz intéztetett ékes ritmusú himnuszokkal, prófétai lélektől szereztetett szent zsoltárokkal, örvendetes nótájú prózákkal és több sok nemű született nyelvünkre fordíttatott lelki dicséretekkel és esztendőtszakai templombéli kegyes ceremóniákkal tökéletesen megtöltetett öreg Graduál.

## A Bethlen-graduál
Előzménye egy kéziratos graduál volt, az ún. Bethlen-graduál, amelybe a különböző református egyházközségek graduáljait – nem korabeli forrásra támaszkodó adat szerint 40 kötetet – bekérve a szerkesztők egy minta-graduált kívántak összeállítani, alapul a későbbi graduálmásolatok számára. Az Öreg graduál Gelejitől származó részletes előszava ír az énekanyag összeállításáról, emendálásáról. A kötetet Bethlen Gábor egyik legjobb kalligráfusával, Enyedi Pálfi Istvánnal íratták le, és díszesen beköttették.

## A kötet nyomtatása
Az így összeállt énekanyagot I. Rákóczi György fejedelem – minden bizonnyal Geleji tanácsára és közbenjárására – a saját költségén 200 példányban kinyomtatta, és szétosztatta a jelentősebb egyházközségek között, beleírva a megajándékozott egyházközség nevét és a saját jelmondatát: Non est currentis, neque volentis, sed miserentis Dei – Nem azé, aki fut, sem nem azé, aki akarja, hanem a könyörülő Istené – Róm. 9,16.
A graduál szerkesztését Keserűi kezdte és végezte el az A-H nyomdai ívek terjedelmében, majd 1633 májusában bekövetkezett halálát követően Geleji folytatta. A kötet nyomtatása a kor nyomdatechnikájának komoly kihívást jelentett, négy évet vett igénybe 1632-től 1636-ig. Több fázisban nyomtatták: előbb a szöveget nyomtatták ki gyümölcsfába metszett dúcok felhasználásával készült üres kottasorokkal. Az üres kottasorokra a gyulafehérvári kántor, Bánffyhunyadi András felírta a hangjegyeket, majd ezek a lapok újra a metszőhöz kerültek, aki a kottasorokat egyenként fába metszette, és ezekkel készült el a végleges levonat. A munkamenet bonyolultsága, nem utolsósorban a metsző zenei képzetlensége miatt a graduál kottái számos helyen hibásak.

## A kötetek szétosztása
Az elkészült graduálokat Erdélyben Gelejinek, Magyarországon a fejedelem sárospataki udvari papjának, Tolnai Istvánnak a vezetésével osztották ki. A fejedelem művelődéspolitikájának része volt a református egyházközségek könyvekkel való támogatása. Tolnaival folytatott levelezéséből tudjuk, hogy ez „a religionkon való”, azaz református gyülekezetekre vonatkozott. Az Öreg graduálból mégis kapott két evangélikus gyülekezet is, a kassai és az eperjesi, a helyi felekezeti sajátosságokra való tekintettel. Az oltszakadáti (Szeben megye) evangélikus egyházközség tulajdonában is van egy graduál, amelyet még a 20. század első felében is használtak.

## A kötetek utóélete
A graduálokban szereplő bejegyzések, a használat nyomai alapján bizonyítható, hogy a köteteket több helyen még a 18–19. században is aktívan használták. Leginkább a zsoltárok és a nagyheti tételek használatára találunk utalásokat.
Közel negyven olyan gyülekezetet sikerült azonosítani, amelyek graduált kaptak vagy használtak. A kétszáz nyomtatott kötetből húsz fennmaradt példányról van tudomásunk. Ezek elszórva találhatóak a mai Románia, Magyarország és Ukrajna területén részben könyvtárak, részben gyülekezetek tulajdonában. A graduálból hét példány található a mai Erdély területén. A Felvidéken és Délvidéken szétosztott kötetek közül ez idáig nem sikerült egyetlen példányt sem megtalálni.